# Charlotte (Film)
Charlotte ist ein deutsch-niederländisches Filmdrama aus dem Jahre 1980 des niederländischen Regisseurs Frans Weisz über die deutsch-jüdische Malerin Charlotte Salomon, verkörpert von der Österreicherin Birgit Doll. Die Geschichte basiert auf Salomons Aufzeichnungen.

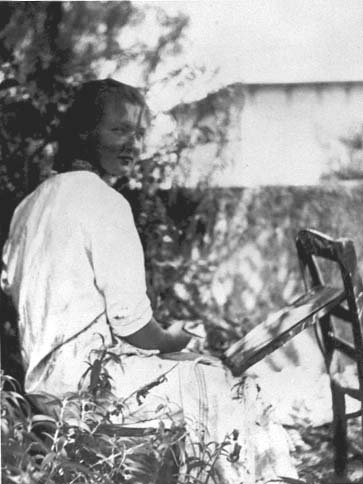
Die reale Charlotte Salomon (im französischen Exil, etwa 1939)

## Handlung
Berlin im Januar 1939. Die allgemeine Lage für Juden in Deutschland, wo seit 1933 Antisemitismus zur Staatsdoktrin wurde, und das unlängst zurückliegende Novemberpogrom des Vorjahrs lassen in der 21-jährigen jüdischen Kunststudentin und Malerin Charlotte Salomon den Entschluss reifen, ihre Heimatstadt und das Deutsche Reich umgehend zu verlassen, um im Ausland Schutz zu suchen. Sie fährt mit dem Zug nach Südfrankreich, um bei ihren Großeltern in Villefranche zu leben. Als am 1. September 1939 der Zweite Weltkrieg beginnt, muss Charlotte erkennen, dass ihre Großmutter zunehmend unter schweren Depressionen leidet und schließlich sogar versucht, sich das Leben zu nehmen. Charlotte vereitelt zwar den Versuch, erkennt aber auch bei sich selbst eine Neigung zur Depressivität. Auch ihre eigene Mutter hatte sich einst umgebracht. Für Charlotte ist dieser Gedanke ein Wendepunkt, und sie beginnt gegen diese Tendenz auch in ihr anzukämpfen.
Als junge Künstlerin, die in Berlin an der Akademie der Bildenden Künste studiert hatte, beginnt sie wie entfesselt zu malen. Angefeuert von August Daberlohn, dem Gesangslehrer ihrer Stiefmutter Paulinka, drückt Charlotte ihr Leben und ihre Gefühle in einer großen Anzahl von Gouache-Bildern aus. Diese enorm reife und vielschichtige Kunst spiegelt zugleich ihre Erinnerungen an ihren Vater, einen Chirurgen, der sich den Nazis widersetzte, und an ihre mit einer herrlichen Singstimme gesegneten Stiefmutter wider. In dieser sehr kreativen Schaffensphase zwischen 1940 und 1942 entstehen rund 1325 eigene Werke. Zugleich findet Charlotte Erfüllung in der Liebe zu ihrem Mentor und Förderer Daberlohn. Ihr Malzyklus wird in der Kunsthistorie unter dem Titel “Leben? Oder Theater?” in die Geschichte eingehen und ihren Nachruhm sichern. Mit dem Einmarsch der Wehrmacht in das bislang von den Deutschen unbesetzte Vichy-Frankreich im November 1942 verschlechtern sich Charlotte Lebensbedingungen dramatisch. Im Jahr darauf heiratet sie, wird schließlich denunziert und im Oktober 1943 nach Auschwitz-Birkenau deportiert, wo sie mutmaßlich unmittelbar nach ihrer Ankunft in der Gaskammer ermordet wird.

## Produktionsnotizen
Der Drehbeginn von Charlotte fiel auf den 18. Februar 1980, nach zwei Monaten waren die Dreharbeiten abgeschlossen. Gefilmt wurde in Berlin (Brauners CCC-Studios) sowie in und nahe Finale Ligure. Die Weltpremiere des Films fand am 7. September 1980 während der Filmfestspiele von Venedig statt, Deutschlandpremiere war am 14. Februar 1981 im Rahmen der Internationalen Filmfestspiele in Berlin. Am 29. April 1984 erfolgte schließlich die Erstausstrahlung im mitproduzierenden deutschen Fernsehen, der ARD.

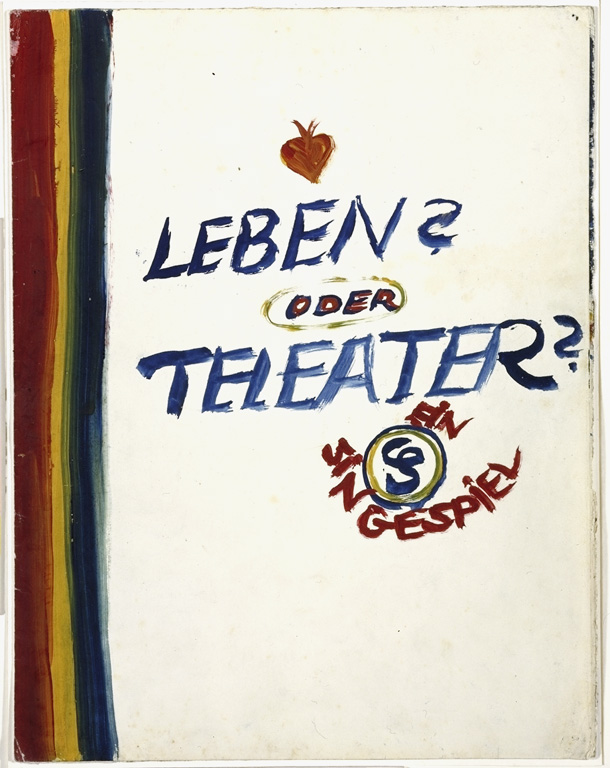
Titelblatt von Salomons Bildfolge 1940–1942 “Leben? Oder Theater?”

Peter Hahne übernahm die Herstellungsleitung, Jens-Peter Behrend war zuständiger Redakteur des SFB. Die Bauten entwarf Jan Schlubach, die vor Ort in Italien gestalteten Filmbauten stammen von Giovanni Licheri.

## Kritiken
Im Lexikon des Internationalen Films heißt es: „Eine sensible Künstlerbiografie … Die ergreifende Emotionalität des ersten Teils wird durch eine in Rückblenden erzählte geschwätzige Liebesgeschichte leider gebrochen. Der Film gewinnt seine eigentliche Dimension in den Szenen, in denen er den Zusammenhang zwischen politischer Repression und kreativer künstlerischer Tätigkeit untersucht.“

„Charlotte S. ist respektvoll und feinsinnig … in der Darstellung des Lebens der Künstlerin.“

Auf filmsocietywellington.net heißt es kurz, der Film sei eine “ernsthafte, geschmackvolle Filmbiografie”